# Weißenborn/Erzgeb.
Weißenborn/Erzgeb. è un comune di 2.686 abitanti della Sassonia, in Germania.
Appartiene al circondario (Landkreis) della Sassonia centrale (targa FG) ed è parte della comunità amministrativa (Verwaltungsgemeinschaft) di Lichtenberg/Erzgeb..